# Борислав Араповић
Борислав Араповић (рођен 11. априла 1935. у Бишини код Невесиња) босанскохерцеговачки је и хрватски писац, лингвиста, књижевни учењак и преводилац Библије. Усвојио је шведску националност, а пише на шведском и хрватском језику. Изабран је за иностраног члана Руске академије наука 1999. године првенствено због своје посвећености мањинским језицима.

## Образовање
Араповић је студирао на Економском факултету Свеучилишта у Загребу од 1960. до 1965. године. У Шведску је дошао као избеглица 1965. године. Прво је радио у малопродајном ланцу „Kooperativa Förbundet”, а затим у ИБМ-у у Стокхолму. У међувремену је спремао докторат у Школи за словенске и балтичке језике Универзитета у Стокхолму. Докторирао је на тему словенских језика 1984. године.

## Институт за превођење Библије (1973)
Антуновић је основао Институт за превођење Библије у Стокхолму 1973. године каок би објавио Библије за „несловенске народе у словенским земљама” и како би обезбедио библијске преводе не само језицима Русије, већ и Средње Азије.

## Поезија
Његова збирка песама Проломом из 2005. године награђена је Наградом Антун Бранко Шимић 2006. године. Награду додељује Удружење хрватских књижевника Босне и Херцеговине.

## Публикације
- Детскаја Библија са Вером Мателмеки (1983)[5]
- Miroslav Krleža Den kroatiske guden Mars („Мирослав Крлежа хрватски бог Марс”, tillkomsthistoria.  978-91-7146-340-1. дисетација на шведском језику, 1984)
- Östgötasonen: Karl Einar Johansson. („Син Естгетланда: Карл Ајнар Јохансон”, 1988)
- Till alla tungomål och folk : Institutet för bibelöversättning 20 år, (1973—1993)
- Biblical Silk Road - Memories of IBT 1973-1998, (1997)
- Хрватски мироспис 1778. (1999)[6]
- Krigsdimmor : från Kroatien och Bosnien-Hercegovina 1991-1995. (Стокхолм: Codices, 2002)
- Између очаја и вапаја (. 2003.  978-0-9715120-0-9.)[7]

### Поезија
- Звончићи (12 књижица са стиховима за децу, 1977)
- Из ноћног дневника (1989)
- Тамнионик, (1992)
- Каменопис (1993)
- Повратак хрватских шпуковнија 1779 (2000)
- Проломом (Мостар Библиотека Сувременици, 2005)[8]